# Waraos
Els waraos són un poble indígena americà que habiten al nord-est de Veneçuela, Trinitat i Tobago, Guyana i Surinam. Les grafies comunes alternatives de Warao són Waroa, Guarauno, Guarao i Warrau. El terme Warao es tradueix com "la gent del vaixell", després de la connexió íntima i permanent del warao amb l'aigua. La majoria dels aproximadament 20.000 waraos habiten la regió de Delta de l'Orinoco de Veneçuela, amb un nombre menor a la veïna Guyana, Trinitat i Tobago i Surinam.
Parlen una llengua aglutinant, el warao.

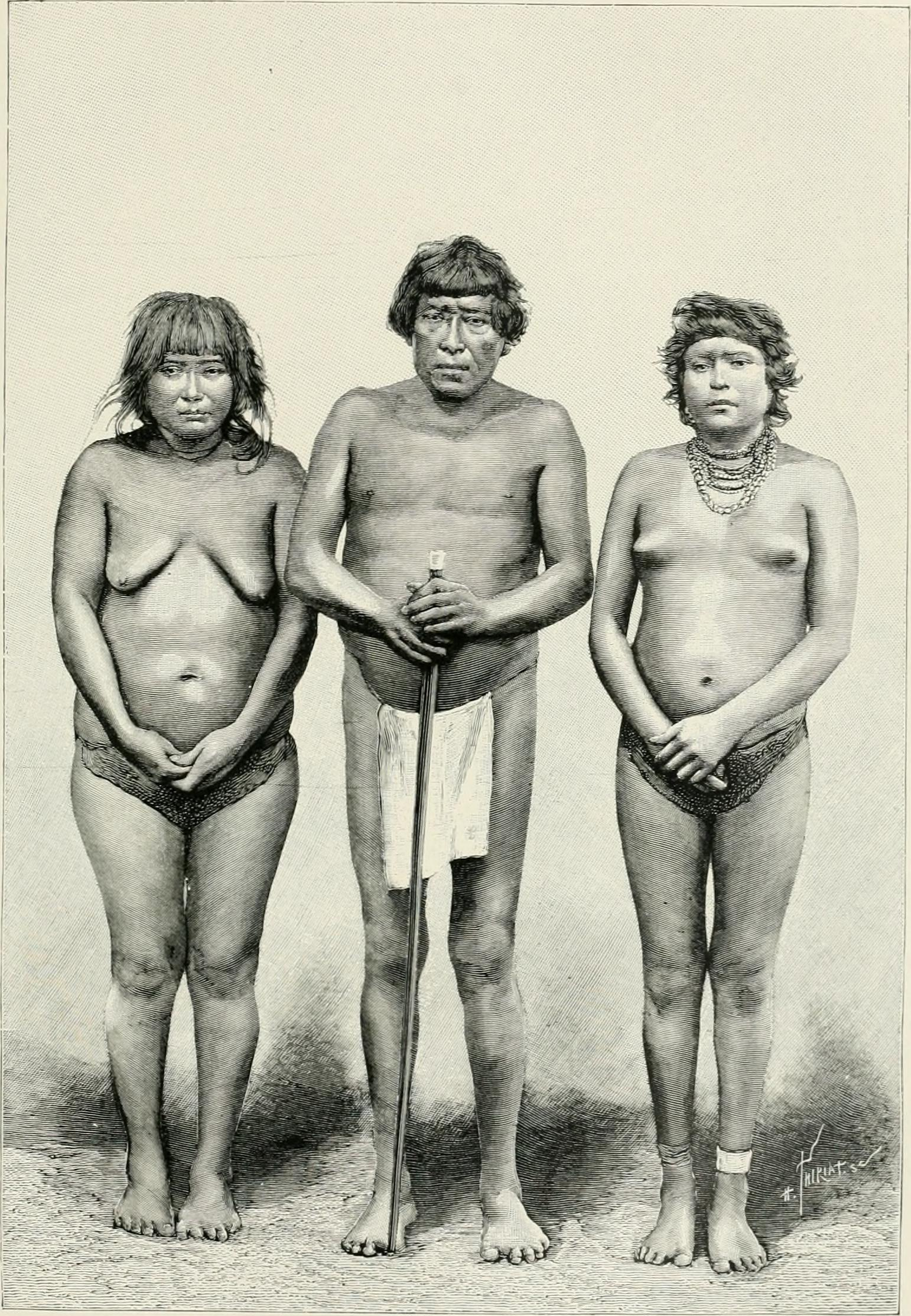
Waraos el 1882

## Religió
Els Warao són, segons els seus propis informes, descendents d'una figura celestial aventurera, el caçador primordial. Aquest home originalment vivia en un món celeste que tenia homes, però estava completament desproveït de tots els animals, excepte els ocells. Caçant aquests ocells celestials, l'home fundador va utilitzar el seu arc i la seva fletxa per colpejar un ocell a l'aire. L’ocell va caure del cel i finalment va tocar el terra celestial. Els ocells van irrompre pel terra i van baixar a través dels núvols i cap a terra terrestre (Terra) a sota. El caçador es va dirigir al forat del terra que va fer l’ocell i va mirar a través. Va veure terres exuberants i fèrtils (la Terra) i va decidir baixar-s’hi per gaudir dels seus plaers: bellesa, caça abundant, fruita, etc. El caçador va agafar una llarga corda de cotó celestial, la va lligar a un arbre i la va llançar pel forat i es va baixar pels núvols fins al que ara és la Terra, abandonant el seu món celeste.
Els Warao tenen xamans, que interpreten música com danses de pluja i cançons.

## Història
Els waraos han estat considerats els primers habitants de Guyana, anteriors a l'arribada d'Arawak i Caribs.
Els warao de l'Orinoco oriental de Veneçuela van tenir primer contacte amb els europeus quan, poc després de Cristòfor Colom va arribar al delta del riu Orinoco, Alonso de Ojeda va decidir navegar pel riu amunt. Allà, al delta, Ojeda va veure les barraques warao, estilitzades, sobre l’aigua. Una arquitectura similar a Sinamaica, molt a l'oest, s'havia comparat amb Venècia, amb els seus famosos canals a sota i edificis a sobre; aquesta nova trobada va propagar el nom de Veneçuela ("petita Venècia") per tota la terra

## Problemes contemporanis
La inaccessibilitat de les terres dels warao dificulta l'accés a l'assistència sanitària. La tuberculosi és freqüent.
EL VIH es va detectar per primera vegada el 2007 a les comunitats warao de la regió inferior del delta de l'Orinoco, a Veneçuela. El sexe entre homes és una pràctica habitual entre els joves warao, sobretot abans que es casin, i es creu que és un factor important en la ràpida propagació de la malaltia. En algunes comunitats, el 35% ja dona positiu al virus VIH. Amb el fracàs del sistema sanitari de Veneçuela, no hi ha programes de prevenció; això, juntament amb severes barreres lingüístiques (molts warao són analfabets i no parlen el castellà amb fluïdesa), han permès que floreixi la ignorància sobre la malaltia. Es creu que la cultura està greument amenaçada.
A l'estiu del 2008, líders indígenes i investigadors de la Universitat de Califòrnia a Berkeley, van publicar un informe que detallava les morts de 38 warao a l'estat del Delta Amacuro a causa d'una misteriosa malaltia. La malaltia, que causa "paràlisi parcial, convulsió i una por extrema a l'aigua" ds creu que és una forma de ràbia transmesa per rats penats. En arribar a Caracas per informar el govern del brot i sol·licitar ajuda, els líders i els investigadors es van trobar amb "falta de respecte a tots els nivells, com si les morts d'indígenes no sols valguessin res".